# Mecas cineracea
Mecas cineracea là một loài bọ cánh cứng trong họ Cerambycidae.